# Георг Заттлер
Георг Заттлер (нім. Georg Sattler; 14 квітня 1917, Мюнхен — 30 серпня 1944, Бельгія) — німецький льотчик-ас бомбардувальної авіації, оберлейтенант люфтваффе. Кавалер Лицарського хреста Залізного хреста з дубовим листям.

## Біографія
За фахом ювелір. В 1935 році призваний в люфтваффе. Після закінчення льотного училища зарахований в 2-у ескадрилью 1-ї навчальної ескадри. Учасник Балканської кампанії, а потім воював у складі 1-ї (бомбардувальної) ескадрильї 1-ї навчальної ескадри на Середземноморському театрі воєнних дій, де здійснив 180 бойових вильотів (в тому числі 68 проти конвоїв союзників) і потопив 4 транспорти (загальною водотоннажністю близько 42 000 тонн), есмінець і торпедний катер, а також знищив не менше 10 танків і безліч автомобілів та артилерійських позицій. З лютого 1944 року — командир 1-ї (бомбардувальної) ескадрильї. 30 серпня 1944 року літак Заттлера був збитий і весь екіпаж загинув.

## Нагороди
- Нагрудний знак пілота
- Медаль «За вислугу років у Вермахті» 4-го класу (4 роки)
- Залізний хрест
  - 2-го класу (11 листопада 1940)
  - 1-го класу (18 листопада 1940)
- Авіаційна планка бомбардувальника в золоті з підвіскою
  - в бронзі (8 червня 1941)
  - в сріблі (13 серпня 1941)
  - в золоті (17 вересня 1941)
  - підвіска (5 лютого 1944)
- Почесний Кубок Люфтваффе (2 березня 1942)
- Орден «За хоробрість», військовий хрест 1-го ступеня (Третє Болгарське царство; 6 березня 1942)
- Німецький хрест в золоті (12 січня 1943)
- Лицарський хрест Залізного хреста з дубовим листям
  - лицарський хрест (5 лютого 1944)
  - дубове листя (№675; 6 грудня 1944, посмертно)